# Вуар
Вуар (фр. Voire) — река в департаментах Верхняя Марна и Об региона Гранд-Эст на северо-востоке Франции. Приток реки Об бассейна Сены. Начинается у коммуны Мертрю.

## География
Протяжённость реки — 56,1 км. Она берёт начало близ коммуны Мертрю на высоте 197 м над уровнем моря. Является правым притоком Об близ коммун Лезмон и Молен-сюр-Об на высоте 108 м над уровнем моря.

### Бассейн
Вуар пересекает 9 гидрографических зон общей площадью 842 км², из которых 63,18 % приходится на сельские угодья, 33,12 % — на леса и природные зоны, 2,71 % — окультуренные зоны, 0,77 % — водные объекты, 0,19 % — заболоченные местности.

### Пересекаемые коммуны
Вуар протекает через следующие 24 коммуны: Доммартен-ле-Сен-Пьер, Соммвуар, Лассикур, Сен-Кристоф-Додиникур, Лезмон, Шалетт-сюр-Вуар, Бетиньикур, Роне-л’Опиталь, Курсель-сюр-Вуар, Блиньикур, Монморанси-Бофор, Ранс, Виллере, Ампиньи, Лантиль, Лонжевиль-сюр-ля-Лен, Пюэльмонтье, Дрои, Сеффонд, Монтье-ан-Дер, Тильё, Робер-Маньи, Мертрю, Доммартен-ле-Франк.

## Притоки
Вуар имеет 14 притоков, в том числе:
- Вивуар (правый берег)
- Л’Эронн (правый берег)
- Лен (левый берег)
- Сеффонде (левый берег)
- Бревонн (левый берег)
- Канал Наполеона (левый берег)